# Джурджу (повіт)
Джурджу (рум. Giurgiu) — жудець Румунії, в області Мунтенія. Адміністративний центр — місто Джурджу.

## Господарство
У повіті два основні райони розвитку: один поблизу Джурджу — Вільна зона торгівлі Джурджу — та інший на півночі повіту, що зумовлено близкістю Бухаресту.
Жудець здебільшого аграрний. Провідні галузі господарства:
- харчова;
- текстильна;
- хімічна;
- деревообробна;
- машинобудівна.

## Адміністративний поділ

### Муніципії
- Джурджу

### Міста
- Болинтин-Вале
- Міхейлешті
- Дялу